# Apatura punctostipata
Apatura punctostipata är en fjärilsart som beskrevs av Cabeau 1910. Apatura punctostipata ingår i släktet Apatura och familjen praktfjärilar. Inga underarter finns listade i Catalogue of Life.